# Перуанска јагода
Перуанска јагода je наранџасто-црвени плод пречника 1-2 cm сазрева унутар својеврсног оклопа који личи на мрежасти фењер. Познато је и као воће Инка или Астека, а омиљено је у јужноамеричкој кухињи: једе се као сирово воће, додаје се салатама од поврћа и кува у салсама које се служе уз тортиље, суши се, кува у џемове и меша у сокова, може се замрзнути као јагоде или боровнице, додати као украс у десерте, а пеку се и андске пите од јагода.
Перуанска јагода је вишегодишња биљка (сродница је парадајза, кромпира…). Пореклом је из Јужне Америке, а данас се гаји широм света. Како не подноси мразеве, у нашим крајевима гаји се као једногодишња биљка.

## Правилна садња
Сви делови биљке осим плодова су отровни. Ова тропска биљка може да развије и алергијску „реакцију” на друге биљке због фитонцида. Фитоноцити у перуанској јагоди су различите биолошки активне супстанце које она ствара и утиче на животне процесе суседних биљака и малих организама. Они могу да убију бактерије и гљивице, отровају инсекте и кишне глисте, али и подстакну суседне биљке да расту или потпуно блокирају раст суседних биљака.
Из тих разлога постоје правила око којих се биљке могу садити, јер цела ситуација не зависи само од две биљке, већ од целог биосистема у коме оне расту.

## Лековист
Веома је лековит и користи се за лечење апсцеса, против кашља, грознице и упале плућа, дерматитиса. Садрже витамине А, Ц, Б1, Б2, Б6, Б12 и полифеноле, а истражују се његова антиинфламаторна и антиоксидативна својства, па је све популарнија као лековито воће.

## Састојци
- Масти 1 г
- Угљени хидрати 5,8
- Дијетална влакна 2 г
- Шећер 3 г
- Протеини 1 г
- Витамин Ц 12 милиграма